# Nantucket-Felsenbirne
Die Nantucket-Felsenbirne (Amelanchier nantucketensis, englisch Nantucket serviceberry, Nantucket shadbush) gehört zu den Kernobstgewächsen (Pyrinae) in der Familie der Rosengewächse (Rosaceae).

## Merkmale
Vielästiger Busch mit 20–150 cm Höhe. Er bildet durch Wurzelbrut kleine Kolonien. Die Äste sind bleistiftförmig, die Rinde erscheint bei jungen Ästen dunkel-lila und wird im Alter grau. Die Überwinterungsknospen sind rötlich, 5–8 mm lang und erscheinen lackiert. Die Blätter sind dunkelgrün, leicht behaart und fein gezähnt, 2–3 cm lang und 1,5–2 cm breit. Die Blütenstände sind blattachselständige Trauben mit 10–14 Blüten und 2–4,5 cm lang. Die Blüten sind crèmefarben, außen leicht behaart. Die Kronblätter sind 2–4 mm lang. Die Kelchblätter werden bis zu 2 cm lang, sind eiförmig-lanzettlich und leicht zurückgebogen. Die essbaren Apfelfrüchte sind dunkelblau.

## Verbreitung und Standortansprüche
Nantucket Serviceberry ist relativ selten und steht regional unter Schutz. Sein Verbreitungsgebiet erstreckt sich über die Neuenglandstaaten von Nantucket und Martha’s Vineyard bis nach Long Island. Es gibt auch zerstreute Vorkommen in Maryland, Virginia, Maine und Nova Scotia.
Die Pflanze wächst in trockenen, sandigen, sonnigen Habitaten, wie sandigem Grasland und Heiden, Mooren und Moränenlandschaften (Pitch-pine-oak, scrub-oak barrens, pine barrens), aber auch an Flussufern.